# 백영철
백영철(白榮喆, 1978년 11월 11일 ~ )은 대한민국의 은퇴한 축구 선수이자 현 축구 지도자로서 선수 시절 포지션은 미드필더이다.